# Albert de Savoye
Albert Théodore Simon Jean Joseph de Savoye (Zinnik, 28 augustus 1879 - 23 januari 1960) was een Belgisch senator.

## Levensloop
De Savoye was de oudste zoon van senator Eugène de Savoye en Hélène Baatard.
Hij trouwde in 1906 met Ella van den Hove d'Ertsenryck (1885-1963). Het gezin bleef kinderloos.
Hij werd mijningenieur. Van 1920 tot 1932 was hij gemeenteraadslid van Zinnik. In 1932 werd hij verkozen tot katholiek senator voor het arrondissement Bergen-Zinnik. Hij oefende dit mandaat uit tot in 1936.